# Балтичка лига у кошарци
Балтичка лига, или Балтичка кошаркашка лига (енгл. Baltic Basketball League), позната по свом акрониму ББЛ (од енгл. BBL), је била регионална кошаркашка лига чију су окосницу чинили клубови из балтичких држава од оснивања, док су се временом прикључивали и учесници из Шведске, Русије, Казахстана и Финске.

## Историја
Такмичење је основано 2004. године по угледу на Јадранску лигу, а у прве четири сезоне учествовали су само клубови из балтичких земаља - Литваније, Летоније и Естоније. Након тога такмичењу су се на дужи или краћи период полако прикључивали и представници из других земања - 2008. из Шведске, 2010. из Казахстана, 2011. из Русије и 2013. из Финске. 
У првој сезони постојале су две дивизије, али су од наредне оне биле спојене.
Од сезоне 2007/08. лига је поново подељена на два ранга. Први је носио назив Елитна дивизија и у њему је учествовало 10 најјачих клубова. Други се играо под називом Челенџ куп и сачињавао га је променљив број клубова у зависности од сезоне.
Од сезоне 2012/13. Елитна дивизија и Челенџ куп опет су спојени у јединствено такмичење. Такође, лига је изгубила на значају након што су се одређени клубови одлучили за учешће у ВТБ јунајтед лиги, а међу њима су најзапаженији Жалгирис и Лијетувос Ритас који су доминирали у Балтичкој лиги од њеног оснивања.
Од 2008. уведен је предсезонски турнир - Куп Балтичке лиге (ББЛ куп; у почетку под именом Председнички куп). 
По завршетку сезоне 2017/18. Балтичка лига је угашена.

## Елитна дивизија

### Досадашња финала
| Сезона   | Домаћин завршнице   | Победник        | Резултат финала | Финалиста         |
| -------- | ------------------- | --------------- | --------------- | ----------------- |
| 2004/05. | Вилњус              | Жалгирис        | 64:60           | Лијетувос Ритас   |
| 2005/06. | Талин               | Лијетувос Ритас | 86:74           | Жалгирис          |
| 2006/07. | Рига                | Лијетувос Ритас | 81:77           | Жалгирис          |
| 2007/08. | Шјауљај             | Жалгирис        | 86:84           | Лијетувос Ритас   |
| 2008/09. | Тарту               | Лијетувос Ритас | 97:74           | Жалгирис          |
| 2009/10. | Вилњус              | Жалгирис        | 73:66           | Лијетувос Ритас   |
| 2010/11. | Каунас              | Жалгирис        | 75:67           | ВЕФ Рига          |
| 2011/12. | Шјауљај             | Жалгирис        | 74:70           | Лијетувос Ритас   |
| 2012/13. | Пријенај, Вентспилс | Вентспилс       | 91:69, 70:73    | Пријенај          |
| 2013/14. | Пријенај, Шјауљај   | Шјауљај         | 62:57, 78:66    | Пријенај          |
| 2014/15. | Вентспилс, Шјауљај  | Шјауљај         | 68:70, 88:80    | Вентспилс         |
| 2015/16. | Тарту, Шјауљај      | Шјауљај         | 74:81, 102:76   | Тарту Универзитет |
| 2016/17. | Пријенај, Пасвалис  | Пријенај        | 85:88, 89:74    | Пјено жваигждес   |
| 2017/18. | Пасвалис, Јурмала   | Пјено жваигждес | 76:68, 98:80    | Јурмала           |

#### Успешност клубова
| Клуб              | Победник                         | Финалиста                  |
| ----------------- | -------------------------------- | -------------------------- |
| Жалгирис          | 5 (2005, 2008, 2010, 2011, 2012) | 3 (2006, 2007, 2009)       |
| Лијетувос Ритас   | 3 (2006, 2007, 2009)             | 4 (2005, 2008, 2010, 2012) |
| Шјауљај           | 3 (2014, 2015, 2016)             | –                          |
| Пријенај          | 1 (2017)                         | 2 (2013, 2014)             |
| Вентспилс         | 1 (2013)                         | 1 (2015)                   |
| Пјено жваигждес   | 1 (2018)                         | 1 (2017)                   |
| ВЕФ Рига          | –                                | 1 (2011)                   |
| Тарту Универзитет | –                                | 1 (2016)                   |
| Јурмала           | –                                | 1 (2018)                   |

## Челенџ куп

### Финала
| Сезона   | Домаћин завршнице   | Победник          | Резултат финала | Финалиста      |
| -------- | ------------------- | ----------------- | --------------- | -------------- |
| 2007/08. | Рига                | Невежис           | 81:68           | ВЕФ Рига       |
| 2008/09. | Утена               | Сакалај           | 84:77           | ВЕФ Рига       |
| 2009/10. | Пријенај, Норћепинг | Норћепинг долфинс | 77:87, 107:72   | Рудупис        |
| 2010/11. | Каунас, Утена       | Јувентус          | 87:81, 89:72    | Каунас         |
| 2011/12. | Раквере, Паневежис  | Лијеткабелис      | 89:74, 71:82    | Раквере тарвас |

## Куп Балтичке лиге

### Досадашња финала
| Сезона | Домаћин турнира | Победник          | Резултат финала | Финалиста         |
| ------ | --------------- | ----------------- | --------------- | ----------------- |
| 2008.  | Рига            | Лијетувос Ритас   | 80:78           | Баронс/ЛМТ        |
| 2009.  | Каунас          | Жалгирис          | 83:78           | Лијетувос Ритас   |
| 2010.  | Тарту           | Тарту Универзитет | 61:57           | Лијетувос Ритас   |
| 2011.  | Тарту           | ВЕФ Рига          | 95:69           | Тарту Универзитет |
| 2012.  | Раквере         | Раквере тарвас    | 80:71           | Лијепајас лаувас  |
| 2013.  | Кедајњај        | Невежис           | 82:64           | Тарту Универзитет |
| 2014.  | Лијепаја        | Лијепајас лаувас  | 74:61           | Тарту Универзитет |
| 2015.  | Није игран      | Није игран        | Није игран      | Није игран        |
| 2016.  | Валмијера       | Валмијера         | 66:64           | Вентспилс         |
| 2017.  | Није игран      | Није игран        | Није игран      | Није игран        |

#### Успешност клубова
| Клуб              | Победник | Финалиста            |
| ----------------- | -------- | -------------------- |
| Тарту Универзитет | 1 (2010) | 3 (2011, 2013, 2014) |
| Лијетувос Ритас   | 1 (2008) | 2 (2009, 2010)       |
| Лијепајас лаувас  | 1 (2014) | 1 (2012)             |
| Жалгирис          | 1 (2009) | –                    |
| ВЕФ Рига          | 1 (2011) | –                    |
| Раквере тарвас    | 1 (2012) | –                    |
| Невежис           | 1 (2013) | –                    |
| Валмијера         | 1 (2016) | –                    |
| Баронс/ЛМТ        | –        | 1 (2008)             |
| Вентспилс         | –        | 1 (2016)             |

## Најкориснији играчи сезона
| Сезона   | Најкориснији играч рег. дела сезоне | Најкориснији играч финала         |
| -------- | ----------------------------------- | --------------------------------- |
| 2004/05. | Танока Бирд ( Жалгирис)             | Танока Бирд ( Жалгирис)           |
| 2005/06. | Дарјуш Лавринович ( Жалгирис)       | Фредерик Хаус ( Лијетувос Ритас)  |
| 2006/07. | Травис Рид ( Калев/Крамо)           | Карим Раш ( Лијетувос Ритас)      |
| 2007/08. | Владимир Штимац ( Валмијера)        | Дехуан Колинс ( Жалгирис)         |
| 2008/09. | Паулијус Јанкунас ( Жалгирис)       | Чак Ејдсон ( Лијетувос Ритас)     |
| 2009/10. | Алекс Ренфро ( ВЕФ Рига)            | Маркус Браун ( Жалгирис)          |
| 2010/11. | Артјом Параховски ( ВЕФ Рига)       | Тадас Климавичијус ( Жалгирис)    |
| 2011/12. | Валдас Василијус ( Шјауљај)         | Мантас Калнијетис ( Жалгирис)     |
| 2012/13. | Гедиминас Орелик ( Пријенај)        | Јанис Тима ( Вентспилс)           |
| 2013/14. | Травис Лесли ( Шјауљај)             | Травис Лесли ( Шјауљај)           |
| 2014/15. | –                                   | Гинтарас Леонавичијус ( Шјауљај)  |
| 2015/16. | –                                   | Рокас Гиједраитис ( Шјауљај)      |
| 2016/17. | –                                   | Томас Делининкајтис ( Пријенај)   |
| 2017/18. | –                                   | Џахенс Манигат ( Пјено жваигждес) |